# Julia Louis-Dreyfus
Julia Scarlett Elizabeth Louis-Dreyfus (Nueva York, 13 de enero de 1961), conocida como Julia Louis-Dreyfus, es una actriz, comediante, cantante, y productora estadounidense. Es conocida por su trabajo en los programa de televisión de comedia Saturday Night Live (1982-1985), Seinfeld (1989-1998), The New Adventures of Old Christine (2006-2010) y Veep (2012-2019). Es una de las actrices más condecoradas en la historia de la televisión estadounidense, ganando más premios Emmy y más premios del Sindicato de Actores que cualquier otra intérprete, empatando a Cloris Leachman con la mayor cantidad de victorias en actuación.
Irrumpió en la comedia como intérprete en The Practical Theatre Company en Chicago, Illinois, lo que la llevó a participar en el programa de sketches Saturday Night Live de 1982 a 1985. Su avance se produjo en 1989 con una carrera de nueve temporadas interpretando a Elaine Benes en Seinfeld, una de las sitcom de mayor éxito comercial y crítico de todos los tiempos. Otros papeles televisivos notables incluyen a Christine Campbell en The New Adventures of Old Christine, que tuvo una transmisión de cinco temporadas en CBS, y su papel de Selina Meyer en Veep, que se transmitió durante siete temporadas en HBO. Sus papeles cinematográficos incluyen Hannah and Her Sisters (1986), National Lampoon's Christmas Vacation (1989), Deconstructing Harry (1997) y Enough Said (2013). También prestó su voz para papeles en las películas animadas A Bug's Life (1998), Planes (2013) y Onward (2020).
Ha recibido once premios Emmy, ocho por actuación y tres por producción. También ha recibido un premio Globo de Oro, nueve premios del Sindicato de Actores, cinco American Comedy Awards y dos premios de la Crítica Televisiva. Recibió una estrella en el paseo de la fama de Hollywood en 2010 y fue incluida en el Salón de la Fama de la Academia de Televisión en 2014. En 2016, Time nombró a Louis-Dreyfus como una de las 100 personas más influyentes del mundo en la lista anual, Time 100. En 2018, recibió el premio Mark Twain de humor estadounidense, presentado por el Kennedy Center como el mayor honor de comedia de Estados Unidos.

## Primeros años
Julia Scarlett Elizabeth Louis-Dreyfus nació en la ciudad de Nueva York, el 13 de enero de 1961. Su madre nacida en Estados Unidos, Judith (de soltera LeFever), era escritora y tutora de necesidades especiales, y su padre judío nacido en Francia, Gérard Louis-Dreyfus, presidente y director general de Louis-Dreyfus Group hasta 2006. Su abuelo paterno, Pierre Louis-Dreyfus, fue presidente del Grupo Louis Dreyfus; era miembro de una familia judía de Alsacia y sirvió como oficial de caballería y miembro de la Resistencia francesa durante Segunda Guerra Mundial. También es tataranieta de Léopold Louis-Dreyfus, quien en 1851 fundó el Louis Dreyfus Group, un conglomerado francés de mercancías y transporte, que todavía controlan los miembros de su familia; y está relacionado lejanamente con Alfred Dreyfus del infame caso Dreyfus. Su abuela paterna nació en los Estados Unidos de padres judíos de origen brasileño y mexicano; durante la década de 1940, trasladó al padre de Julia a Estados Unidos desde Francia.
En 1962, un año después del nacimiento de Louis-Dreyfus, sus padres se divorciaron. Después de mudarse a Washington D. C. cuando tenía cuatro años, su madre se casó con L. Thompson Bowles, decano de la Facultad de Medicina de la Universidad George Washington. Louis-Dreyfus pasó su infancia en varios estados y países, en relación con el trabajo de su padrastro con Project HOPE, incluidos Colombia y Túnez. Se graduó de la Escuela Holton-Arms en Bethesda, Maryland, en 1979. Más tarde dijo: "Hubo cosas que hice en la escuela (Holton-Arms School) que, si hubiera habido niños en el aula, me habría sentido menos motivada para hacer. Por ejemplo, fui presidenta de la sociedad de honor".
Louis-Dreyfus asistió a la Universidad Northwestern en Evanston, Illinois, donde fue miembro de la hermandad de mujeres Delta Gamma. Estudió teatro y actuó en Mee-Ow Show, una revista de comedia de improvisación y sketches dirigida por estudiantes, antes de abandonar la escuela durante su tercer año para aceptar un trabajo en Saturday Night Live. Más tarde recibió un doctorado honorario en artes de la Universidad Northwestern en 2007.

## Carrera

### 1982-1988: carrera temprana ySaturday Night Live

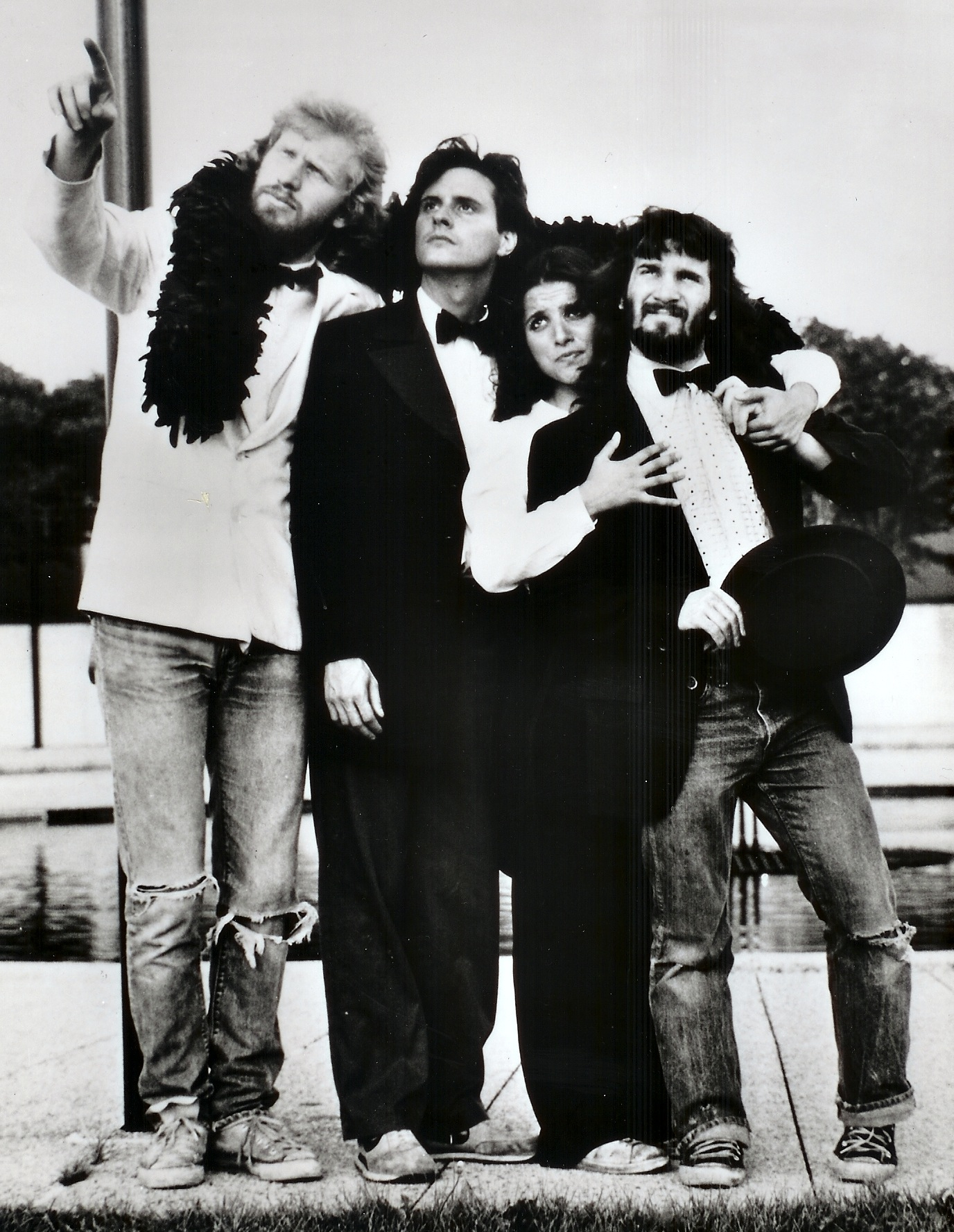
Louis-Dreyfus como parte del "Golden 50th Anniversary Jubilee" de The Practical Theatre Company en 1982, junto a sus compañeros de reparto Brad Hall, Gary Kroeger y Paul Barrosse

Como parte de su formación en comedia, Louis-Dreyfus apareció en The Second City, uno de los grupos de teatro de improvisación más conocidos de Chicago, cuyos alumnos incluyen a Alan Arkin, Steve Carell, Stephen Colbert, Tina Fey, Amy Poehler, Shelley Long, John Belushi, Dan Aykroyd, Bill Murray, John Candy, Chris Farley, Bob Odenkirk y muchos, muchos otros que se convirtieron en comediantes de éxito e íconos de la cultura pop. Fue su actuación con The Practical Theatre Company en su "Golden 50th Anniversary Jubilee" (Jubileo del 50 aniversario de oro) lo que la llevó a que se le pidiera unirse al elenco de Saturday Night Live de NBC a la edad de 21 años.
Posteriormente, Louis-Dreyfus se convirtió en miembro del reparto de Saturday Night Live de 1982 a 1985, el miembro del reparto femenino más joven en la historia del programa en ese momento. Durante su tiempo en SNL, apareció junto a varios actores que luego se destacarían, como Eddie Murphy, Jim Belushi, Billy Crystal, y Martin Short. Fue durante su tercer y último año en SNL que conoció al escritor Larry David durante su único año en el programa, quien luego cocrearía Seinfeld. Louis-Dreyfus ha comentado que su casting en SNL fue una "experiencia de Cenicienta llegar al baile"; sin embargo, también ha admitido que a veces era bastante tenso, afirmando que ella "no sabía cómo navegar por las aguas del mundo del espectáculo en general y específicamente haciendo un programa de comedia en vivo".
Personajes recurrentes en Saturday Night Live
- April May June, una televangelista.
- Becky, la cita de El Dorko (Gary Kroeger).
- Consuela, amiga de Chi Chi y copresentadora de Let's Watch TV.
- Darla en la parodia de SNL de The Little Rascals.
- Weather Woman, una superhéroe que controla el clima.
- Patti Lynn Hunnsucker, corresponsal adolescente de Weekend Update.

Después de su salida de SNL en 1985, Louis-Dreyfus apareció en varias películas, incluyendo Hannah and Her Sisters (1986) de Woody Allen; Soul Man (1986), protagonizada por C. Thomas Howell; y National Lampoon's Christmas Vacation (1989), en la que protagonizó junto a su excompañero de SNL, Chevy Chase. En 1987, Louis-Dreyfus apareció en la comedia piloto del NBC, The Art of Being Nick, un derivado de Family Ties protagonizado por Scott Valentine. Cuando el piloto no llegó a serie, Louis-Dreyfus fue contratada por el productor Gary David Goldberg para un papel en su nueva comedia de situación Day by Day, como la vecina sarcástica y materialista, Eileen Swift. Estrenada a principios de 1988, Day by Day se emitió durante dos temporadas en NBC antes de ser cancelada.

### 1989-1998: Seinfeld y reconocimiento generalizado

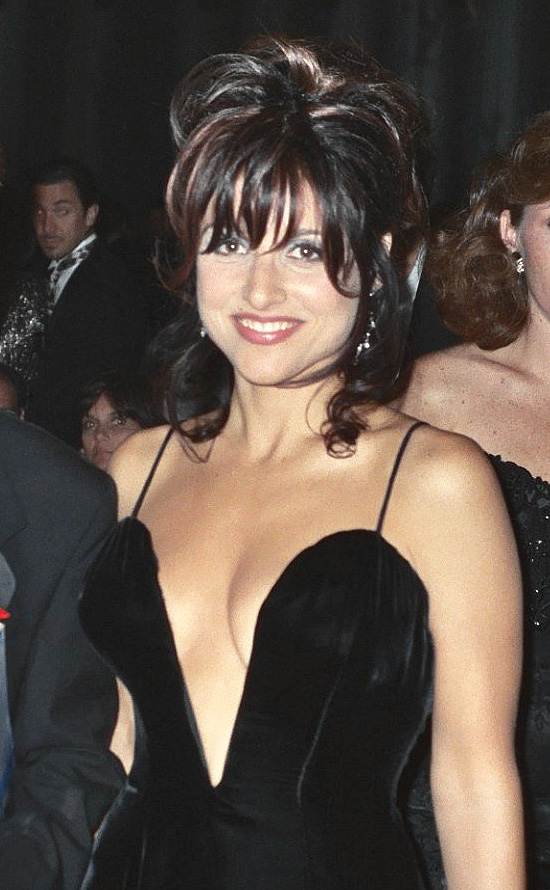
Louis-Dreyfus en la 47.ª edición de los Premios Primetime Emmy in septiembre de 1995

A principios de la década de 1990, Louis-Dreyfus se hizo famosa por el papel de Elaine Benes en Seinfeld de NBC. Interpretó el papel durante nueve temporadas, apareciendo en todos menos en tres episodios. Uno de los episodios en los que no apareció fue el episodio piloto, «Crónicas de Seinfeld», porque su personaje inicialmente no estaba destinado a ser parte de la serie. Fue solo después del primer episodio que los ejecutivos de NBC sintieron que el programa estaba demasiado centrado en los hombres y exigieron que los creadores Larry David y Jerry Seinfeld agregaran una mujer al elenco. Se reveló en el comentario del paquete del DVD que la adición de un personaje femenino era la condición para encargar el programa. Louis-Dreyfus ganó el papel sobre varias otras actrices que eventualmente también disfrutarían del éxito televisivo, incluidas Patricia Heaton y Megan Mullally.
Louis-Dreyfus obtuvo elogios de la crítica por su actuación en la serie, y fue una ganadora habitual y nominada en programas de premios de televisión a lo largo de la década de 1990. Su actuación le valió dos nominaciones al Globo de Oro, ganando una vez en 1994, nueve nominaciones al Sindicato de Actores, ganando una en 1995 y dos en 1997 y 1998, y siete American Comedy Awards, ganando cinco veces en 1993, 1994, 1995, 1997 y 1998. En 1996, ganó el Premio Primetime Emmy a la mejor actriz de reparto en una serie de comedia, un premio al que estuvo nominada en siete ocasiones desde 1992 a 1998. Después de recibir el premio, Louis-Dreyfus reclamó la victoria. Fue una "sorpresa", y que después de estar en ambas posiciones, era "mucho mejor ganar que perder".
En 1998, Jerry Seinfeld decidió terminar la serie después de nueve temporadas. El final de la serie se emitió el 14 de mayo y fue uno de los eventos televisivos más vistos de la historia, con más de 76 millones de espectadores sintonizados.
Durante su tiempo en Seinfeld, apareció en varias películas, incluyendo Fathers' Day, junto a Robin Williams y Billy Crystal, y Deconstructing Harry, de Woody Allen, que fue nominada al Oscar.

### 1999-2004: Post-Seinfeld
Después de un papel de voz en la exitosa película de Pixar, A Bug's Life, Louis-Dreyfus prestó su voz como la novia de Snake, Gloria, en el episodio de Los Simpson, "A Hunka Hunka Burns in Love". En 2001, hizo varias apariciones especiales como invitada en el programa Curb Your Enthusiasm del cocreador de Seinfeld, Larry David, interpretándose a sí misma ficticiamente tratando de romper la "maldición" al planear protagonizar un programa en el que interpretaría a una actriz afectada por un Seinfeld-como una maldición.
Después de varios años lejos de un trabajo regular en televisión, Louis-Dreyfus comenzó una nueva comedia de situación de una sola cámara, Watching Ellie, que se estrenó en NBC en febrero de 2002. La serie fue creada por su esposo Brad Hall y coprotagonizada por Steve Carell y la media hermana de Louis-Dreyfus, Lauren Bowles. La premisa inicial del programa era presentar a los espectadores un "fragmento de la vida" de los acontecimientos y acontecimientos de la vida de Ellie Riggs, una cantante de jazz del sur de California. La primera temporada incluyó una cuenta regresiva de 22 minutos puesta digitalmente en la esquina inferior izquierda de la pantalla, que muchos críticos criticaron, alegando que era inútil y "no hizo nada por el programa". En general, el programa recibió críticas mixtas, pero debutó con fuerza con más de 16 millones de espectadores sintonizando el estreno de la serie, y mantuvo una audiencia promedio de alrededor de 10 millones de espectadores por semana.
Cuando la serie regresó para una segunda temporada en la primavera de 2003, sufrió una disminución en la audiencia, con un promedio de alrededor de ocho millones de espectadores por semana. El espectáculo había sufrido un cambio estilístico drástico entre la producción de las temporadas uno y dos. La primera temporada se filmó en formato de una sola cámara, pero la segunda temporada se presentó como una comedia de situación multicámara tradicional filmada frente a una audiencia de estudio en vivo. Con una audiencia menguante y sin poder retener los números de su presentación inicial de Frasier, la serie fue cancelada por NBC en mayo de 2003.
Tras la cancelación de Watching Ellie por parte de NBC, los medios de comunicación comenzaron a circular rumores de la llamada "maldición de Seinfeld", que afirmaba que ninguno de los ex actores de Seinfeld podría volver a tener éxito en la industria de la televisión. Louis-Dreyfus descartó el rumor como "algo inventado por los medios", mientras que el cocreador de Seinfeld, Larry David, afirmó que la maldición era "completamente idiota".
Louis-Dreyfus estaba interesada en el papel de Susan Mayer en Desperate Housewives, el papel que finalmente fue para Teri Hatcher. En cambio, Louis-Dreyfus obtuvo un papel invitado recurrente como Maggie Lizer, la fiscal engañosa e interés amoroso de Michael Bluth en la comedia ganadora del Emmy, Arrested Development, de 2004 a 2005.

### 2005-2010:The New Adventures of Old Christine

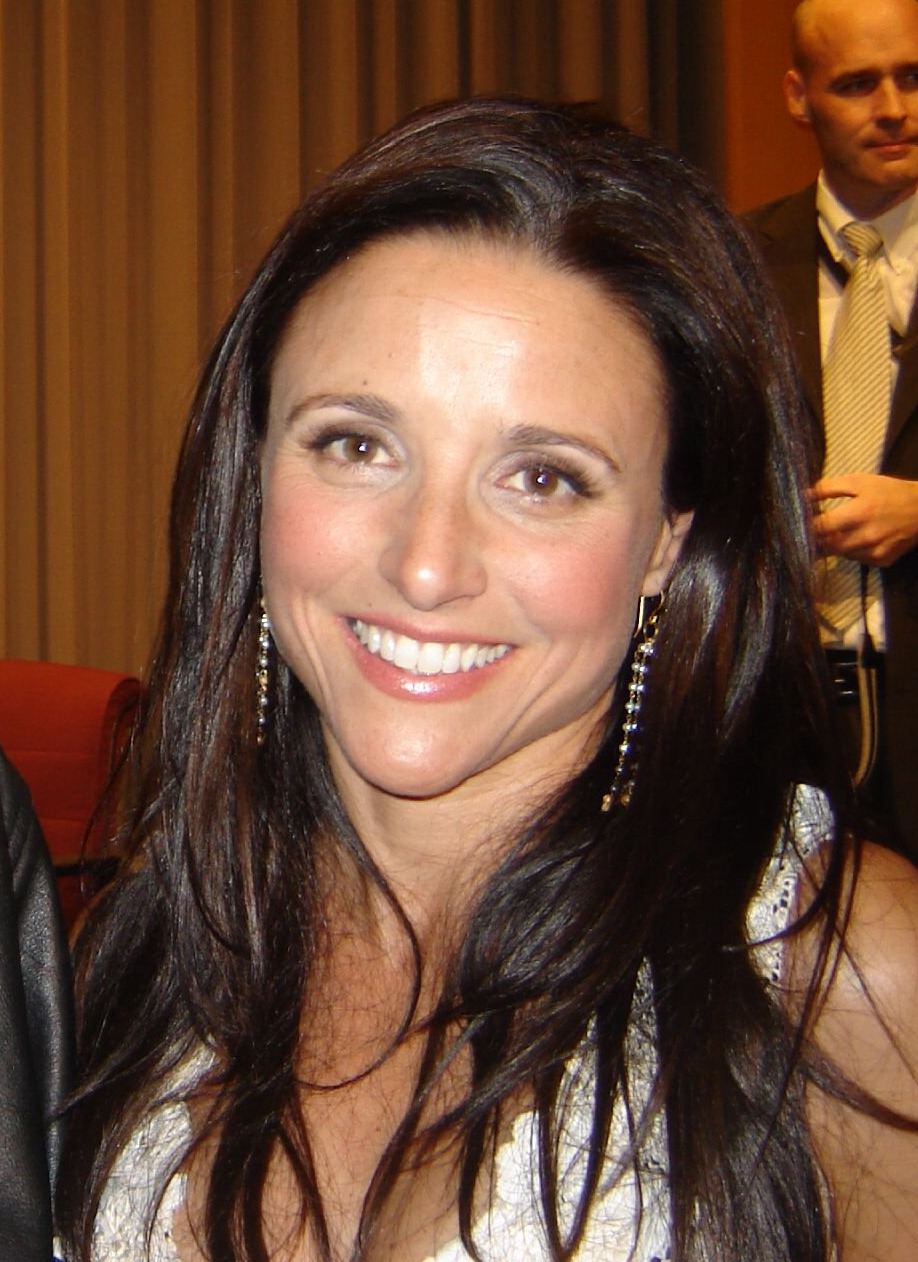
Louis-Dreyfus representando su papel de TNAOC en el Paley Center for Media en abril de 2007

En 2005, Louis-Dreyfus fue elegido para el papel principal de una nueva comedia de situación de CBS, The New Adventures of Old Christine. La serie y su concepto fueron creados por la escritora y productora de Will & Grace, Kari Lizer. La serie contaba la historia de Christine Campbell, una madre soltera que logra mantener una relación fantástica con su exmarido mientras dirige un gimnasio para mujeres. La serie debutó en CBS en marzo de 2006 con una audiencia de 15 millones y fue inicialmente un ganador de audiencia para la cadena.
Louis-Dreyfus también obtuvo un considerable elogio de la crítica por su actuación en el programa, con Brian Lowry de Variety afirmando que Louis-Dreyfus rompió la llamada "maldición de Seinfeld [...] con una de las mejores medias horas convencionales en un tiempo". Alessandra Stanley de The New York Times afirmó que la actuación de Louis-Dreyfus en la serie demostró que ella es "una de las mujeres más divertidas de las cadenas de televisión". Louis-Dreyfus también obtuvo el premio Primetime Emmy de 2006 a la mejor actriz principal en una serie de comedia por su actuación en la primera temporada. Refiriéndose a la maldición, declaró en su discurso de aceptación: "No soy alguien que realmente crea en las maldiciones, ¡pero maldice esto, cariño!" A lo largo de la serie, recibió cinco nominaciones consecutivas a los premios Emmy, tres nominaciones consecutivas a los premios Satellite, dos nominaciones al premio de Sindicato de Actores y una nominación al Globo de Oro. En 2007, también recibió dos nominaciones para un premio People's Choice Award debido a su regreso a la popularidad, gracias al éxito de Old Christine.
En mayo de 2006, Louis-Dreyfus presentó un episodio de Saturday Night Live, convirtiéndose en la primera exmiembro del elenco femenino en regresar al programa en el papel de presentadora. En el episodio, apareció con sus coprotagonistas de Seinfeld, Jason Alexander y Jerry Seinfeld en su monólogo de apertura, parodiando la llamada "maldición de Seinfeld". Después de una recepción exitosa de su episodio de 2006, Louis-Dreyfus fue invitada nuevamente a presentar SNL, el 17 de marzo de 2007 y nuevamente el 17 de abril de 2016. Louis-Dreyfus repitió su papel de Gloria en dos episodios de Los Simpson: "I Don't Wanna Know Why the Caged Bird Sings" de 2007 y "Sex, Pies and Idiot Scrapes" de 2008. En el otoño de 2009, apareció con el resto del elenco de Seinfeld en cuatro episodios de la séptima temporada de la comedia de situación de Larry David, Curb Your Enthusiasm. Los programas de la reunión recibieron mucha atención de los medios y el episodio recibió fuertes calificaciones para la serie de HBO.

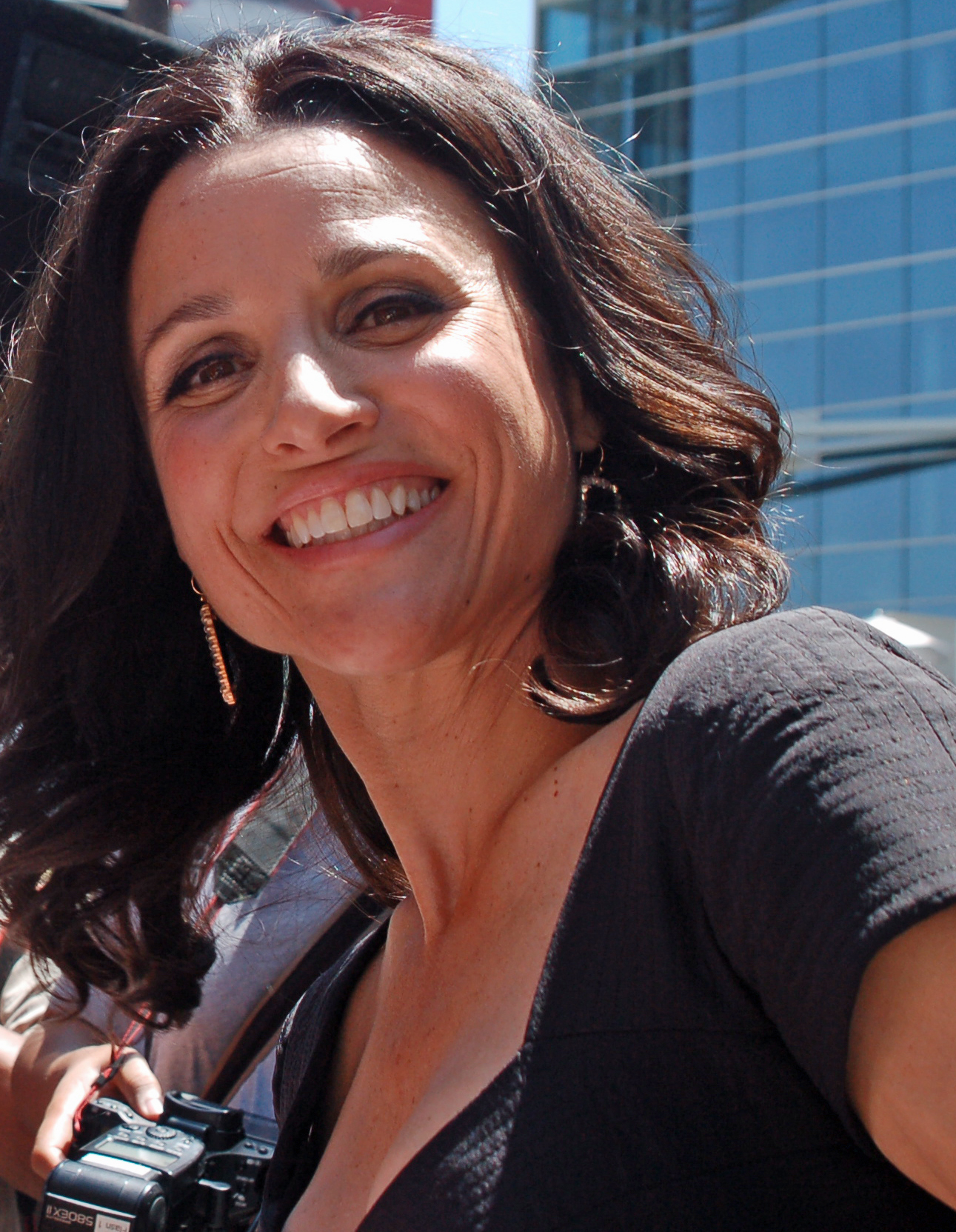
Louis-Dreyfus en la presentación de su estrella en el paseo de la fama de Hollywood en mayo de 2010

En 2009, Louis-Dreyfus recibió el premio honorífico por Legacy of Laughter (en español: Legado de la risa) en los TV Land Awards. Los ganadores anteriores incluyeron a Lucille Ball y Mike Myers. Su amiga Amy Poehler le entregó el premio. Al año siguiente, Louis-Dreyfus recibió la estrella 2,407 en el paseo de la fama de Hollywood, el 4 de mayo de 2010, por su notable contribución a la industria de la televisión abierta como actriz y comediante. Originalmente, la estrella se colocó con el nombre de Louis-Dreyfus escrito incorrectamente. Faltaba tanto la "o" como el guion en su apellido. Se corrigió la estrella y se eliminó la parte mal escrita y se le presentó a la actriz. Entre los invitados famosos al evento se encontraban colegas pasados y actuales de toda su carrera, incluidos Clark Gregg, Larry David, Eric McCormack y Jason Alexander.
Old Christine fue cancelada por CBS el 18 de mayo de 2010, después de 4 años. Después de su disolución de CBS, se mantuvieron conversaciones con ABC para que el programa reviviera en la red, pero estos planes nunca llegaron a buen término.
En la primavera de 2010, Louis-Dreyfus actuó como estrella invitada varias veces en la tercera temporada de la serie web, Web Therapy, protagonizada por Lisa Kudrow. Louis-Dreyfus interpretó a la hermana del personaje principal Fiona Wallice, quien le da terapia en línea. Cuando la serie hizo la transición a la televisión por cable en la cadena Showtime, la aparición de Louis-Dreyfus en la serie web se incluyó en la segunda temporada, que se emitió en julio de 2012.
En el otoño de 2010, Louis-Dreyfus hizo una aparición especial en el episodio en vivo de la comedia ganadora del Emmy, 30 Rock. Interpretó el papel de Tina Fey, Liz Lemon en las tomas recortadas. Louis-Dreyfus estuvo entre varios ex colegas de Saturday Night Live que aparecieron en el episodio, incluidos Rachel Dratch, Bill Hader y los habituales Tracy Morgan y Fey. Louis-Dreyfus también protagonizó un especial de Women of SNL, el 1 de noviembre de 2010 en NBC.

### 2011-2019:Veep

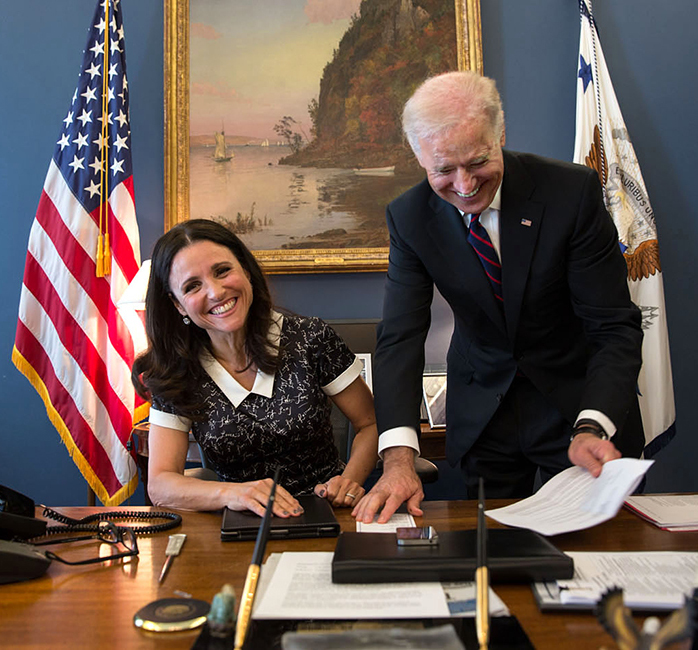
Louis-Dreyfus con el vicepresidente Joe Biden en abril de 2013.

En mayo y junio de 2011, Louis-Dreyfus se asoció con su esposo Brad Hall para su primer cortometraje, Picture Paris. Esta fue la primera vez que la pareja había colaborado desde su comedia de NBC de principios de la década de 2000, Watching Ellie. Hall escribió y dirigió la película, mientras que Louis-Dreyfus interpretó el papel principal de una mujer corriente con una obsesión extraordinaria por la ciudad de París. La película se estrenó el 29 de enero de 2012 en el Festival Internacional de Cine de Santa Bárbara y ha recibido una considerable aclamación de la crítica. Hizo su estreno televisivo en HBO, el 17 de diciembre de 2012.
A principios de 2011, HBO confirmó que Louis-Dreyfus había sido elegido para el papel principal de la vicepresidenta de Estados Unidos, Selina Meyer, en una nueva serie de comedia satírica titulada, Veep. La serie se encargó para una primera temporada de ocho episodios. Se anunció que, además de su papel protagónico, Louis-Dreyfus también actuaría como productora de la serie. En preparación para su papel, Louis-Dreyfus habló con dos ex vicepresidentes, incluido Al Gore, senadores, redactores de discursos, jefes de personal de varias oficinas y programadores. Louis-Dreyfus ha elogiado a HBO por permitir que el elenco y el equipo se involucren en un "prolongado proceso de preproducción", que incluyó un período de ensayo de seis semanas antes de que comenzara la filmación.
La primera temporada se filmó en el otoño de 2011, en Baltimore, y la serie se estrenó el 22 de abril de 2012. El episodio de estreno fue recibido con grandes elogios de los críticos, en particular por la actuación de Louis-Dreyfus. The Hollywood Reporter afirmó que el personaje de Selina Meyer era su "mejor papel posterior a Seinfeld" hasta la fecha y afirmó que hace "un esfuerzo digno de un Emmy", mientras que Los Angeles Times sostuvo que la serie demuestra que ella es "una de las grandes comediantes del medio". Tras el éxito de la primera temporada, Louis-Dreyfus fue nombrada por el Huffington Post como una de las personas más divertidas de 2012, afirmando que ella es "la mujer más magnética y naturalmente divertida en la televisión desde Mary Tyler Moore".

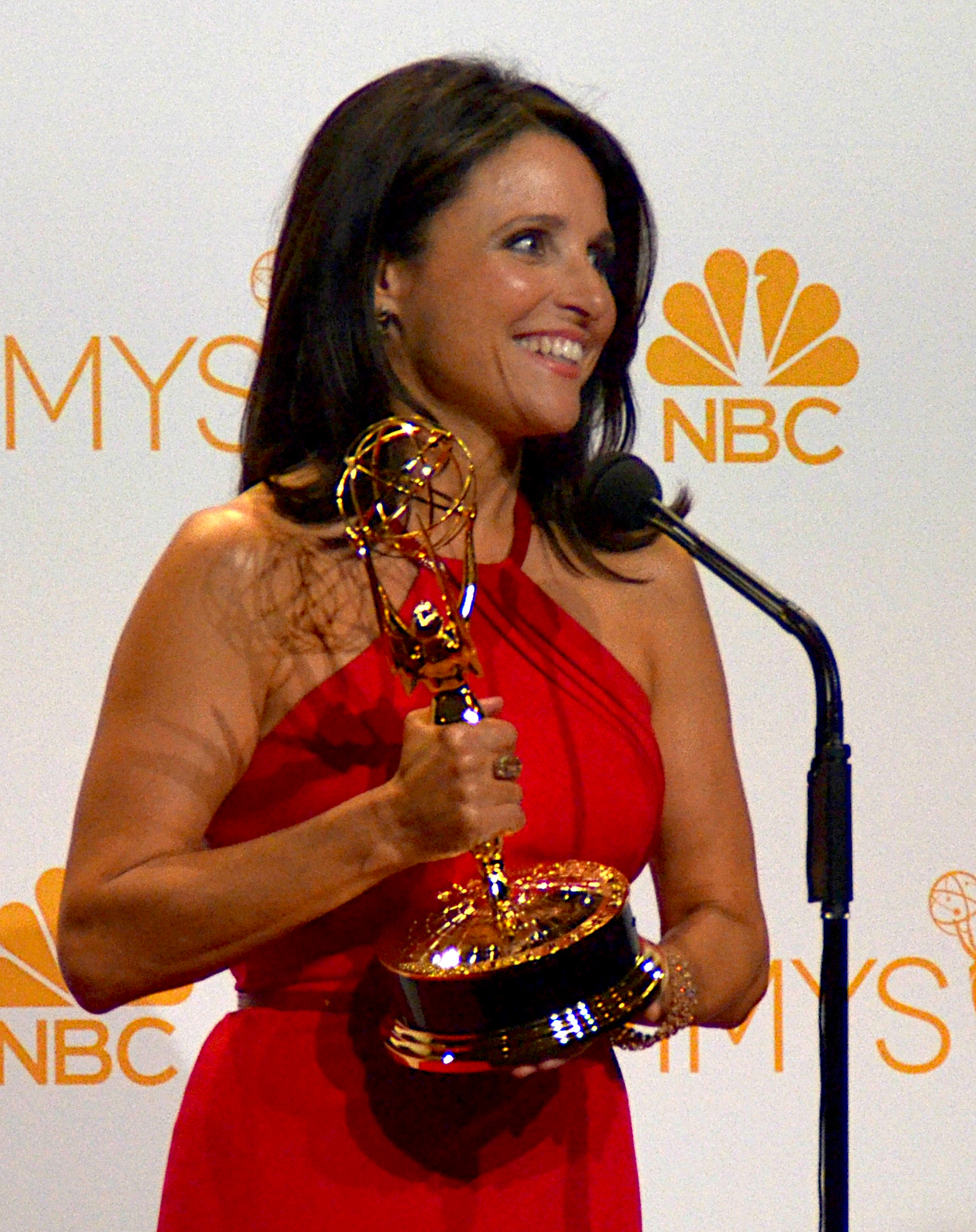
Louis-Dreyfus después de recibir su tercer Premio Primetime Emmy a la mejor actriz principal en una serie de comedia por Veep en agosto de 2014

Por su actuación en Veep, Louis-Dreyfus ha recibido varios elogios, entre los que destaca seis premios Primetime Emmy consecutivos a la mejor actriz principal en una serie de comedia de 2012 a 2017. Sus premios Emmy para Veep, luego de los premios anteriores de Seinfeld y The New Adventures of Old Christine, la convirtieron en la única mujer en ganar un premio de actuación por tres series de comedia independientes. Su sexta victoria como actriz principal destacada en una serie de comedia en 2016 superó el récord que anteriormente tenían Mary Tyler Moore y Candice Bergen de la mayor cantidad de victorias en esa categoría. En 2017, su sexta victoria consecutiva y su octava como actriz en general la convirtieron en la artista con más premios Emmy por el mismo papel en la misma serie (superando a Candice Bergen y Don Knotts) y la puso en un empate con Cloris Leachman por la mayor cantidad de premios Emmy jamás ganados por un artista. También fue nominada como una de las productoras de Veep en el premio Primetime Emmy a la categoría de Mejor Serie de Comedia de 2012 a 2014, pero el programa perdió ante Modern Family en las tres ocasiones. El programa, sin embargo, ganó el máximo galardón de 2015 a 2017.
Louis-Dreyfus también ha recibido cinco nominaciones al premio de la Crítica Televisiva, ganando dos veces en 2013 y 2014, diez nominaciones al Sindicato de Actores, ganando dos veces en 2014 y 2017, y cinco nominaciones al premio Television Critics Association, ganando una vez en 2014. Su actuación además, ha obtenido sus cinco nominaciones a los premios Satellite y cinco nominaciones consecutivas a los premios Globo de Oro.

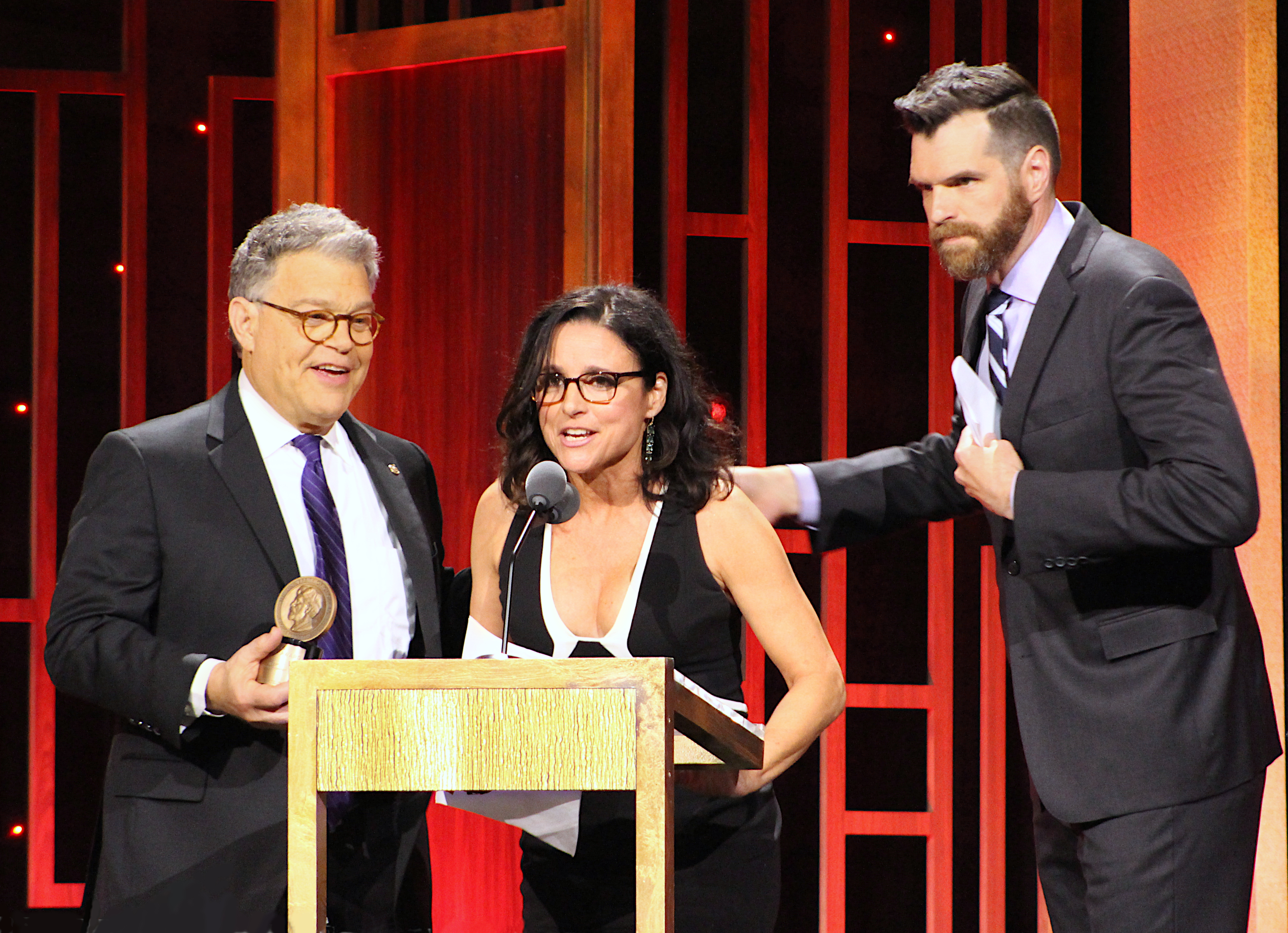
Louis-Dreyfus con su colega Timothy Simons aceptando el Premio Peabody por Veep de Al Franken en mayo de 2017

Louis-Dreyfus prestó su voz para la película animada de 2013, Planes, en el papel de Rochelle. La película recaudó más de 200 millones de dólares en taquilla en todo el mundo. También protagonizó la película Enough Said, dirigida por Nicole Holofcener, que se estrenó el 18 de septiembre de 2013. Esto marcó su debut como actriz principal en un largometraje. La película obtuvo críticas entusiastas de los críticos de cine y se ubicó entre las películas con mejores reseñas de 2013. El sitio web Rotten Tomatoes le otorgó a la película una puntuación del 96% según 152 reseñas, muchas de las cuales elogian la actuación de Louis-Dreyfus. [61] Recibió varias nominaciones a Mejor Actriz por su papel en la película en ceremonias de premios, incluidos los Premios Globo de Oro, Satellite Awards, Critics' Choice Movie Awards y American Comedy Awards.
Desde diciembre de 2014, Louis-Dreyfus ha aparecido en una serie de comerciales de televisión para Old Navy.
El 16 de abril de 2016, presentó Saturday Night Live por tercera vez con el invitado musical Nick Jonas. Durante la apertura fría del episodio, repitió su papel de Elaine Benes de Seinfeld.

### 2020-presente: acuerdo de producción con Apple TV+
En 2020, Louis-Dreyfus encabezó la comedia dramática, Downhill, junto a Will Ferrell. La película se estrenó en el Festival de Cine de Sundance 2020 y estrenó en cines el 14 de febrero. Más tarde, prestó su voz a una madre elfa suburbana en Onward de Pixar junto a Tom Holland y Chris Pratt. La película fue estrenada el 6 de marzo de 2020.
En enero de 2020, Louis-Dreyfus firmó un acuerdo de varios años con Apple TV+. Según el acuerdo, desarrollará nuevos proyectos para Apple TV+ como productora ejecutiva y estrella.
En 2021, Louis-Dreyfus apareció en dos episodios de la serie del Universo cinematográfico de Marvel, The Falcon and the Winter Soldier como Valentina Allegra de Fontaine, aunque originalmente se tenía la intención de que debutara en la película, Black Widow (2021).

## Vida personal

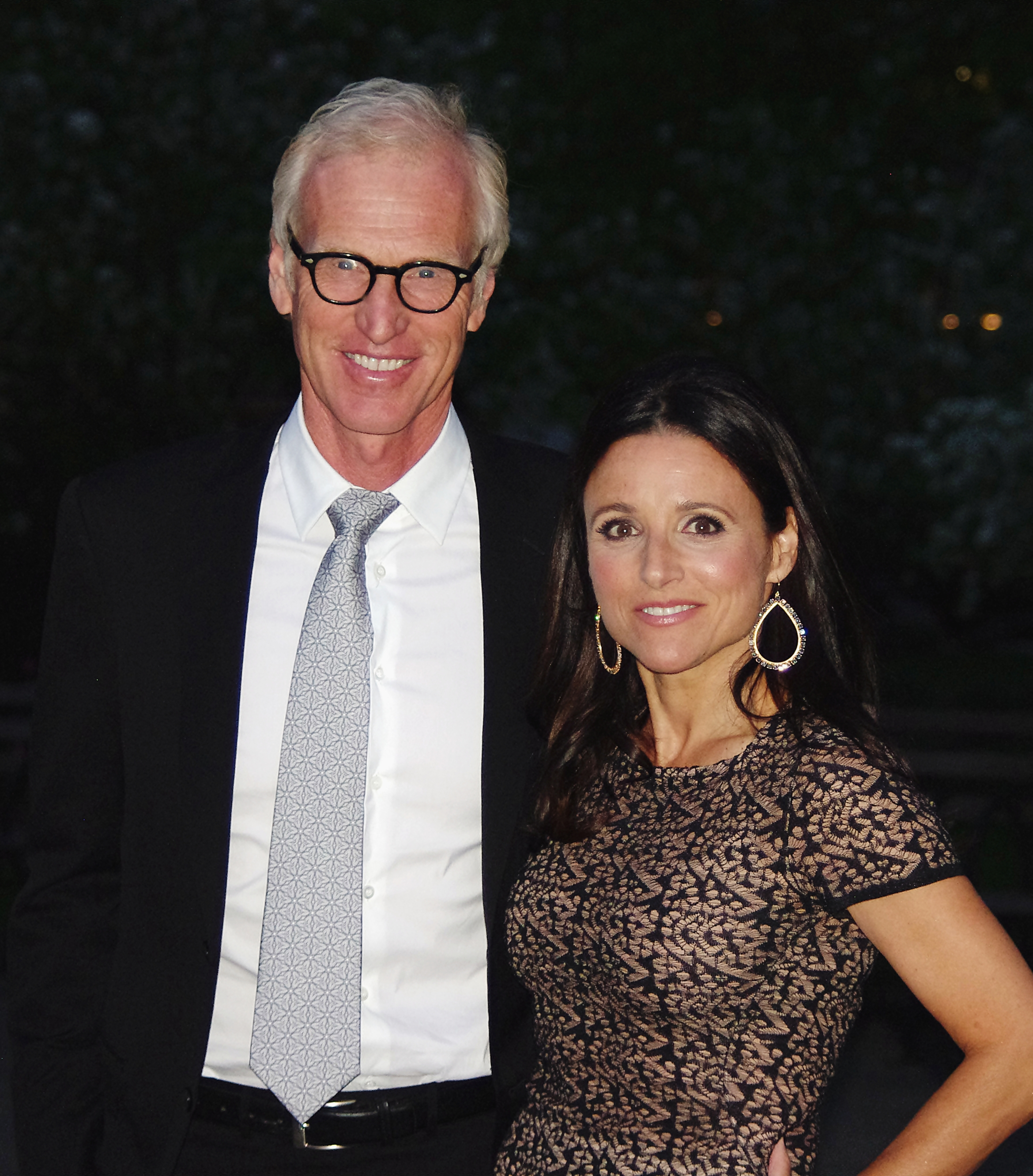
Louis-Dreyfus y su esposo Brad Hall en Tribeca Film Festival de 2012

La media hermana materna de Louis-Dreyfus, Lauren Bowles, también es actriz. También tiene dos medias hermanas paternas: Phoebe y Emma, la última de las cuales murió en agosto de 2018. Robert Louis-Dreyfus (1946-2009), uno de sus primos, fue ex director ejecutivo de Adidas y propietario del club de fútbol Olympique de Marseille.
Mientras estaba en Northwestern, Louis-Dreyfus conoció a su futuro esposo y comediante de Saturday Night Live, Brad Hall. Se casaron en 1987 y tienen dos hijos juntos: Henry (nacido en 1992) y Charles (nacido en 1997). Henry es un cantautor que ha actuado en el Tonight Show. Charles participó en el equipo de baloncesto masculino Northwestern Wildcats. En 2007, Louis-Dreyfus fue invitada a regresar a Northwestern para recibir un título honorario de Doctor en Artes.
Louis-Dreyfus ha declarado que tiene mucho respeto por "las mujeres que no temen quedar mal o hacer el ridículo para reírse", y cita a sus ídolos como Lucille Ball, Mary Tyler Moore, Madeline Kahn, Teri Garr, Valerie Harper y Cloris Leachman. La actriz Tina Fey ha declarado que Louis-Dreyfus sirvió de inspiración para su personaje Liz Lemon en la premiada serie de comedia de NBC, 30 Rock.
El 28 de septiembre de 2017, Louis-Dreyfus anunció en Twitter su diagnóstico de cáncer de mama, un diagnóstico que recibió un día después de recibir un premio Primetime Emmy a la mejor actriz principal en una serie de comedia por su papel en Veep. Ella dijo: "Una de cada ocho mujeres contrae cáncer de mama. Hoy soy yo. La buena noticia es que tengo el grupo más glorioso de familiares y amigos que me apoyan y se preocupan, y un seguro fantástico a través de mi sindicato. La mala noticia es que no todas las mujeres tienen tanta suerte, así que luchemos contra todos los cánceres y hagamos realidad la atención médica universal". Anunció en el episodio de Jimmy Kimmel Live! del 18 de octubre de 2018 que estaba libre de cáncer.

## Filmografía

### Cine
| Año  | Título                                | Rol                           | Notas                            |
| ---- | ------------------------------------- | ----------------------------- | -------------------------------- |
| 1986 | Troll                                 | Jeanette Cooper               |                                  |
| 1986 | Hannah and Her Sisters                | Mary                          |                                  |
| 1986 | Soul Man                              | Lisa Stimson                  |                                  |
| 1989 | National Lampoon's Christmas Vacation | Margo Chester                 |                                  |
| 1993 | Jack the Bear                         | Peggy Etinger                 |                                  |
| 1994 | North                                 | Madre de North                |                                  |
| 1997 | Fathers' Day                          | Carrie Lawrence               |                                  |
| 1997 | Deconstructing Harry                  | Leslie                        |                                  |
| 1998 | A Bug's Life                          | Princess Atta                 | Voz                              |
| 2012 | Picture Paris                         | Ellen Larson                  | Cortometraje; también productora |
| 2013 | Aviones                               | Rochelle                      | Voz                              |
| 2013 | Enough Said                           | Eva                           |                                  |
| 2020 | Downhill                              | Billie Stanton                | También productora               |
| 2020 | Onward                                | Laurel Lightfoot              | Voz                              |
| 2021 | Black Widow                           | Valentina Allegra de Fontaine | Cameo                            |
| 2022 | Black Panther: Wakanda Forever        | Valentina Allegra de Fontaine |                                  |
| 2023 | You Hurt My Feelings                  | Beth                          |                                  |
| 2023 | Tuesday                               | Zora                          |                                  |
| 2025 | Thunderbolts*                         | Valentina Allegra de Fontaine |                                  |

### Televisión
| Año              | Title                               | Role                          | Notes                                              |
| ---------------- | ----------------------------------- | ----------------------------- | -------------------------------------------------- |
| 1982-1985        | Saturday Night Live                 | Varios                        | 57 episodios                                       |
| 1986             | The Art of Being Nick               | Rachel                        |                                                    |
| 1988             | Family Ties                         | Susan White                   | Episodio: "Read It and Weep: Part 2"               |
| 1988-1989        | Day by Day                          | Eileen Swift                  | 33 episodios                                       |
| 1989–1998        | Seinfeld                            | Elaine Benes                  | 177 episodios                                      |
| 1992             | Dinosaurios                         | Heather Worthington (voz)     | Episodio: "Slave to Fashion"                       |
| 1995             | The Single Guy                      | Tina                          | Episodio: "Mugging"                                |
| 1996             | London Suite                        | Debra Dolby                   | Película de televisión                             |
| 1997             | Dr. Katz, Professional Therapist    | Julia (voz)                   | Episodio: "Ben Treats"                             |
| 1997             | Hey Arnold!                         | Miss Felter (voz)             | Episodio: "Helga's Boyfriend/Crush on Teacher"     |
| 1999             | Animal Farm                         | Mollie (voz)                  | Película de televisión                             |
| 1999             | Blue's Clues                        | Julia                         | 1 episodio                                         |
| 2000             | Geppetto                            | Hada Azul                     | Película de televisión                             |
| 2000–2001, 2009  | Curb Your Enthusiasm                | Ella misma                    | 8 episodios                                        |
| 2001, 2007, 2008 | The Simpsons                        | Gloria                        | 3 episodios                                        |
| 2002–2003        | Watching Ellie                      | Ellie Riggs                   | 19 episodios; también productora                   |
| 2004–2005        | Arrested Development                | Maggie Lizer                  | 4 episodios                                        |
| 2005             | The Fairly OddParents               | Blonda                        | 1 episodio                                         |
| 2006–2010        | The New Adventures of Old Christine | Christine Campbell            | 88 episodios; también productora en la temporada 5 |
| 2006, 2007, 2016 | Saturday Night Live                 | Ella misma                    | 3 episodios, presentadora                          |
| 2010             | 30 Rock                             | Liz Lemon                     | 1 episodio                                         |
| 2012–2019        | Veep                                | Selina Meyer                  | 65 episodios; también productora ejecutiva         |
| 2012             | Web Therapy                         | Shevaun Haig                  | 1 episodio                                         |
| 2015             | Inside Amy Schumer                  | Ella misma                    | 1 episodio                                         |
| 2019             | Archibald's Next Big Thing          | Astronauta Monkey             | 1 episodio                                         |
| 2021             | The Falcon and the Winter Soldier   | Valentina Allegra de Fontaine | 2 episodios                                        |

## Premios y nominaciones

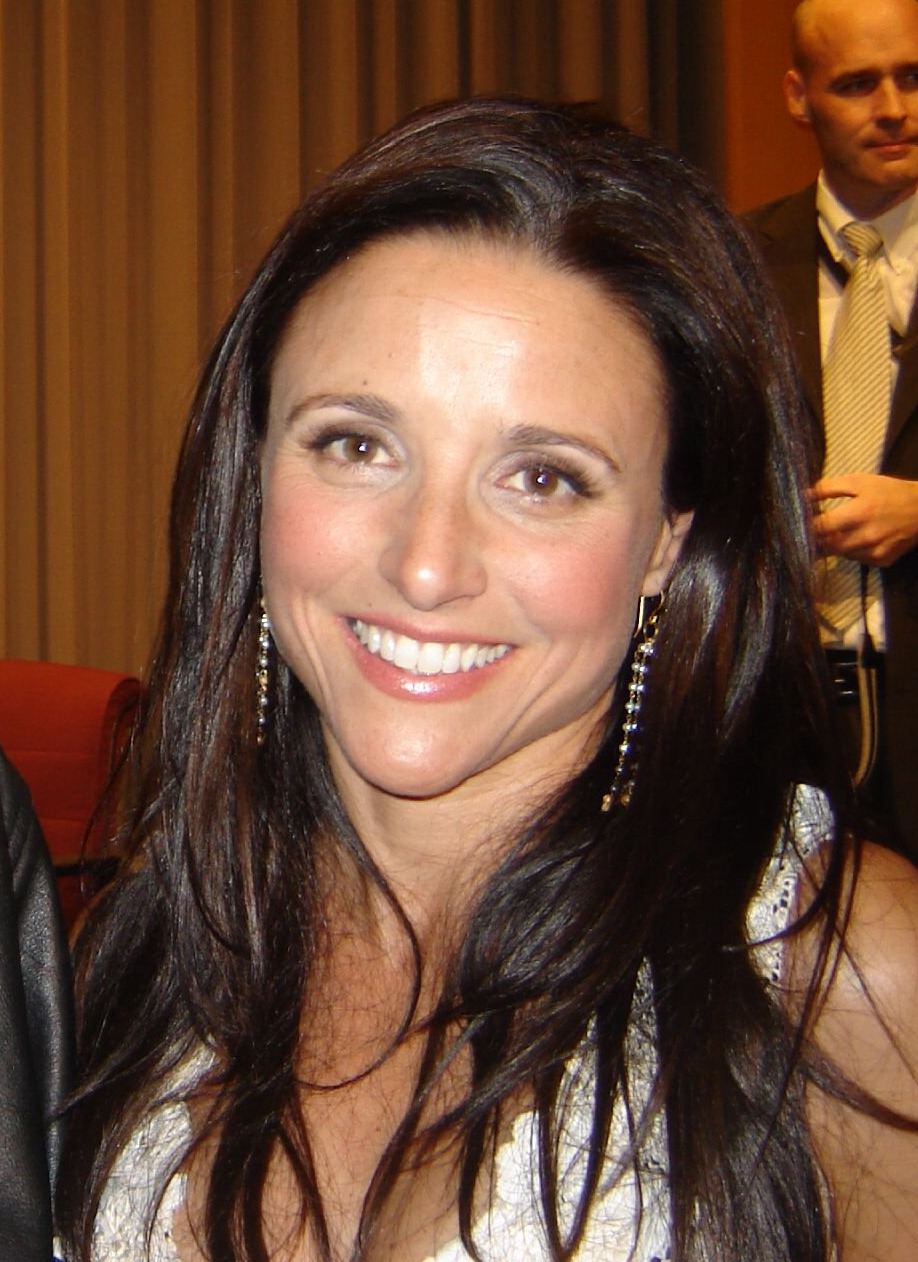
Louis-Dreyfus en 2007

### Premios Primetime Emmy
| Año  | Categoría                                  | Trabajo Nominado                    | Resultado | Ref.   |
| ---- | ------------------------------------------ | ----------------------------------- | --------- | ------ |
| 1992 | Mejor actriz de reparto - Serie de comedia | Seinfeld                            | Nominada  | [ 84 ] |
| 1993 | Mejor actriz de reparto - Serie de comedia | Seinfeld                            | Nominada  | [ 84 ] |
| 1994 | Mejor actriz de reparto - Serie de comedia | Seinfeld                            | Nominada  | [ 84 ] |
| 1995 | Mejor actriz de reparto - Serie de comedia | Seinfeld                            | Nominada  | [ 84 ] |
| 1996 | Mejor actriz de reparto - Serie de comedia | Seinfeld                            | Ganadora  | [ 84 ] |
| 1997 | Mejor actriz de reparto - Serie de comedia | Seinfeld                            | Nominada  | [ 84 ] |
| 1998 | Mejor actriz de reparto - Serie de comedia | Seinfeld                            | Nominada  | [ 84 ] |
| 2006 | Mejor actriz - Serie de comedia            | The New Adventures of Old Christine | Ganadora  | [ 84 ] |
| 2007 | Mejor actriz - Serie de comedia            | The New Adventures of Old Christine | Nominada  | [ 84 ] |
| 2008 | Mejor actriz - Serie de comedia            | The New Adventures of Old Christine | Nominada  | [ 84 ] |
| 2009 | Mejor actriz - Serie de comedia            | The New Adventures of Old Christine | Nominada  | [ 84 ] |
| 2010 | Mejor actriz - Serie de comedia            | The New Adventures of Old Christine | Nominada  | [ 84 ] |
| 2012 | Mejor serie de comedia                     | Veep                                | Nominada  | [ 84 ] |
| 2012 | Mejor actriz - Serie de comedia            | Veep                                | Ganadora  | [ 84 ] |
| 2013 | Mejor serie de comedia                     | Veep                                | Nominada  | [ 84 ] |
| 2013 | Mejor actriz - Serie de comedia            | Veep                                | Ganadora  | [ 84 ] |
| 2014 | Mejor serie de comedia                     | Veep                                | Nominada  | [ 84 ] |
| 2014 | Mejor actriz - Serie de comedia            | Veep                                | Ganadora  | [ 84 ] |
| 2015 | Mejor serie de comedia                     | Veep                                | Ganadora  | [ 84 ] |
| 2015 | Mejor actriz - Serie de comedia            | Veep                                | Ganadora  | [ 84 ] |
| 2016 | Mejor serie de comedia                     | Veep                                | Ganadora  | [ 84 ] |
| 2016 | Mejor actriz - Serie de comedia            | Veep                                | Ganadora  | [ 84 ] |
| 2017 | Mejor serie de comedia                     | Veep                                | Ganadora  | [ 84 ] |
| 2017 | Mejor actriz - Serie de comedia            | Veep                                | Ganadora  | [ 84 ] |
| 2019 | Mejor serie de comedia                     | Veep                                | Nominada  | [ 84 ] |
| 2019 | Mejor actriz - Serie de comedia            | Veep                                | Nominada  | [ 84 ] |

### Premios Globo de Oro
| Año  | Categoría                                               | Trabajo Nominado                    | Resultado | Ref.   |
| ---- | ------------------------------------------------------- | ----------------------------------- | --------- | ------ |
| 1994 | Mejor actriz de reparto de serie, miniserie o telefilme | Seinfeld                            | Ganadora  | [ 85 ] |
| 1995 | Mejor actriz de reparto de serie, miniserie o telefilme | Seinfeld                            | Nominada  | [ 85 ] |
| 2007 | Mejor actriz - Serie de Comedia                         | The New Adventures of Old Christine | Nominada  | [ 85 ] |
| 2013 | Mejor actriz - Serie de Comedia                         | Veep                                | Nominada  | [ 85 ] |
| 2014 | Mejor actriz - Serie de Comedia                         | Veep                                | Nominada  | [ 85 ] |
| 2014 | Mejor actriz - Comedia o musical                        | Enough Said                         | Nominada  | [ 85 ] |
| 2014 | Mejor actriz - Serie de Comedia                         | Veep                                | Nominada  | [ 85 ] |
| 2015 | Mejor actriz - Serie de Comedia                         | Veep                                | Nominada  | [ 85 ] |
| 2016 | Mejor actriz - Serie de Comedia                         | Veep                                | Nominada  | [ 85 ] |
| 2017 | Mejor actriz - Serie de Comedia                         | Veep                                | Nominada  | [ 85 ] |

### Premio del Sindicato de Actores
| Año  | Categoría                             | Trabajo Nominado                    | Resultado | Ref.   |
| ---- | ------------------------------------- | ----------------------------------- | --------- | ------ |
| 1995 | Mejor actriz de televisión - Comedia  | Seinfeld                            | Nominada  | [ 86 ] |
| 1995 | Mejor reparto de televisión - Comedia | Seinfeld                            | Ganadora  | [ 86 ] |
| 1996 | Mejor actriz de televisión - Comedia  | Seinfeld                            | Nominada  | [ 87 ] |
| 1996 | Mejor reparto de televisión - Comedia | Seinfeld                            | Nominada  | [ 87 ] |
| 1997 | Mejor actriz de televisión - Comedia  | Seinfeld                            | Ganadora  | [ 88 ] |
| 1997 | Mejor reparto de televisión - Comedia | Seinfeld                            | Ganadora  | [ 88 ] |
| 1998 | Mejor actriz de televisión - Comedia  | Seinfeld                            | Ganadora  | [ 89 ] |
| 1998 | Mejor reparto de televisión - Comedia | Seinfeld                            | Ganadora  | [ 89 ] |
| 1999 | Mejor actriz de televisión - Comedia  | Seinfeld                            | Nominada  | [ 90 ] |
| 2007 | Mejor actriz de televisión - Comedia  | The New Adventures of Old Christine | Nominada  | [ 91 ] |
| 2010 | Mejor actriz de televisión - Comedia  | The New Adventures of Old Christine | Nominada  | [ 92 ] |
| 2014 | Mejor actriz de televisión - Comedia  | Veep                                | Ganadora  | [ 93 ] |
| 2014 | Mejor reparto de televisión - Comedia | Veep                                | Nominada  | [ 93 ] |
| 2015 | Mejor actriz de televisión - Comedia  | Veep                                | Nominada  | [ 94 ] |
| 2015 | Mejor reparto de televisión - Comedia | Veep                                | Nominada  | [ 94 ] |
| 2016 | Mejor actriz de televisión - Comedia  | Veep                                | Ganadora  | [ 94 ] |
| 2016 | Mejor reparto de televisión - Comedia | Veep                                | Nominada  | [ 94 ] |
| 2017 | Mejor actriz de televisión - Comedia  | Veep                                | Ganadora  | [ 94 ] |
| 2017 | Mejor reparto de televisión - Comedia | Veep                                | Ganadora  | [ 94 ] |